# Rentadors vells (el Pont d'Armentera)
Els Rentadors vells és una obra del Pont d'Armentera (Alt Camp) protegida com a bé cultural d'interès local.

## Descripció
Els rentadors vells se situen en un costat del carrer Raval Vell, seguint la línia de cases. És a l'aire lliure, adossat sobre les façanes, i alçat un esglaó del nivell del carrer. Un petit mur separa les cases del torrent d'aigua i a l'altre banda es troba el mur de tancament que acaba obliquament per poder rentar. Hi ha passarel·les que passen per sobre del torrent per poder accedir a les cases.